# 坎普斯 (波瓦-迪拉尼奧蘇)
坎普斯是葡萄牙布拉加区的一个堂区。总面积4.48平方公里，总人口1052人，人口密度234.8人/平方公里。